# Episodi di Whitney (prima stagione)

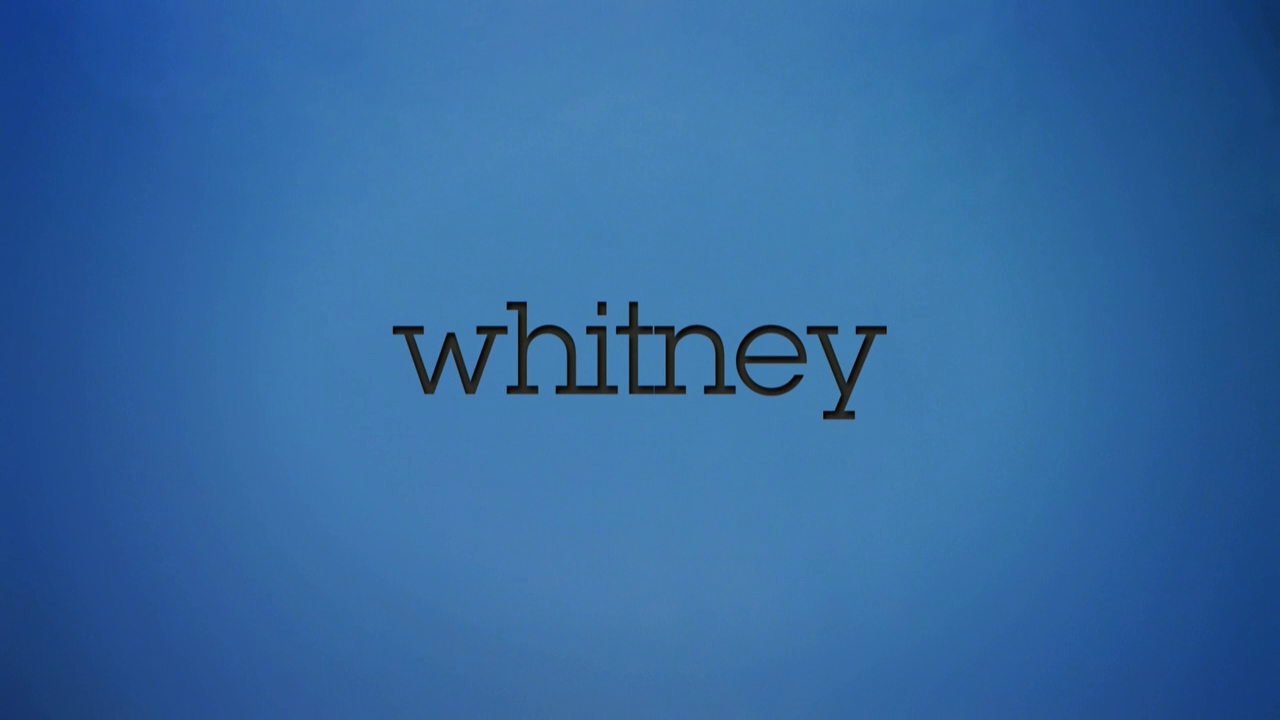
Logo della serie

La prima stagione della serie televisiva Whitney è stata trasmessa dal canale statunitense NBC dal 22 settembre 2011 al 28 marzo 2012.
In Italia è ancora inedita. 
| nº | Titolo originale                | Prima TV USA      |
| -- | ------------------------------- | ----------------- |
| 1  | Pilot                           | 22 settembre 2011 |
| 2  | First Date                      | 29 settembre 2011 |
| 3  | Silent Treatment                | 6 ottobre 2011    |
| 4  | A Decent Proposal               | 13 ottobre 2011   |
| 5  | The Wire                        | 27 ottobre 2011   |
| 6  | Two Broke-Up Guys               | 3 novembre 2011   |
| 7  | Getting to Know You             | 10 novembre 2011  |
| 8  | Clarence!                       | 17 novembre 2011  |
| 9  | Up All Night                    | 1º dicembre 2011  |
| 10 | Christmas is Cummings           | 8 dicembre 2011   |
| 11 | Private Parts                   | 11 gennaio 2012   |
| 12 | Faking It                       | 18 gennaio 2012   |
| 13 | Codependence Day                | 25 gennaio 2012   |
| 14 | Mind Games                      | 1º febbraio 2012  |
| 15 | Lance!                          | 8 febbraio 2012   |
| 16 | 48 Hours                        | 15 febbraio 2012  |
| 17 | Mad Women                       | 22 febbraio 2012  |
| 18 | Homeland Security               | 29 febbraio 2012  |
| 19 | The Ex Box                      | 7 marzo 2012      |
| 20 | G-Word                          | 14 marzo 2012     |
| 21 | Something Old, Something New    | 21 marzo 2012     |
| 22 | Something Black, Something Blue | 28 marzo 2012     |